# Piano Jansa
Piano Jansa (in lingua austriaca Jansa-Plan o Kriegsplan "DR") era la denominazione ufficiale del piano strategico di operazioni adottato dallo stato maggiore austriaco nel 1936, da attuarsi in caso di una guerra tra Austria e Germania. Esso fu elaborato dal capo di stato maggiore dell'esercito, Feldmarschallleutnant Alfred Jansa, ma non fu mai reso operativo per decisione del governo del cancelliere Kurt Alois von Schuschnigg che preferì cedere alla pressioni di Hitler a acconsentire all'Anschluss. 

## Storia
Dopo la firma del trattato di Sain-Germain-en-Laye  le potenze alleate vincitrici della prima guerra mondiale stabilirono lo scioglimento   definitivo dell'Imperiale e regio esercito austro-ungarico, e consentirono alla neocostituita Repubblica austriaca di possedere un esercito ridotto di 30.000 uomini, suddivisi in sei brigate,   distribuite geograficamente nel paese, con 450 mitragliatrici, 90 cannoni tra medi e pesanti, con un calibro massimo di 105 mm. Non era consentito avere il servizio di leva obbligatorio, e l'esercito non poteva disporre di carri armati, aerei da combattimento, cannoni antiaerei e lanciafiamme.
A causa di motivi finanziari,in molti anni la forza dell'esercito non superò mai i 25.000 uomini.
Nel 1935 il designato nuovo capo di stato maggiore dell'esercito, generale Alfred Jansa, che aveva ricoperto l'incarico di addetto militare a Berlino  tra il 1933 e quell'anno, preoccupato dall'inizio del riarmo tedesco fortemente voluto dal nuovo regime nazionalsocialista, chiese insistentemente al governo austriaco di stanziare fondi per riarmare le forze armate.   Fu reintrodotto il servizio militare obbligatorio, e ciò consentì di aumentare le truppe disponibili in tempo di pace portandole a 60.000 uomini, suddivisi in sette divisioni di fanteria, una brigata e una divisione motorizzata (denominata "Schnellen Division"). In caso di mobilitazione generale erano immediatamente disponibili 67.000 riservisti e 100.000 uomini della milizia confinaria (Grenzschuzt durch Miliz). Furono acquistati 36 carri armati leggeri Ansaldo CV-33 e 36 CV-35, 26 autoblindo da ricognizione Steyr-Daimler-Puch ADGZ, 334 motocarrette Austro-Daimler ADMK, e un buon numero di camion e trattori per l'artiglieria. I cannoni disponibili, tra cui quelli controcarro Bohler Mod.35/41 da 47 mm, salirono a 905, tra cui due obici d'assedio Škoda da 305 mm. Per l'aviazione vennero acquistati aerei da caccia Fiat C.R.20 (35), Fiat C.R.32 (45),  bombardamento Caproni Ca.133 (6) e addestramento. 
Nonostante gli acquisti i fondi di bilancio non furono mai disponibili in grande quantità, ma si riuscì ad avere una fanteria ben addestrata, dotata di automezzi, e pesantemente armata con fucili mitragliatori moderni. Tuttavia mancava il munizionamento, in quanto l'artiglieria aveva a disposizione proiettili per tre giorni di operazioni e la fanteria per una settimana.

## Il piano difensivo
Il generale Jansa elaborò un articolato piano difensivo,  noto come  "Piano Jansa" o Kriegsplan "DR". Secondo il suo parere la capitale, Vienna, sarebbe il vero obiettivo strategico del nemico. Il terreno collinoso, pesantemente accidentato, tagliato da fiumi e torrenti nell'Alta Austria, a nord del Danubio, sarebbe stato un ostacolo naturale all'avanzata tedesca,  e quindi le forze austriache avrebbero dovuto bloccare principalmente la zona più favorevole all'invasione, posta a sud del Danubio, lungo i fiumi Traun ed Enns, lì la distanza tra il Danubio e l'area delle Alpi era la più grande. 
La gran parte delle truppe disponibili avrebbe costituito una grande unità nota come "Westarmee", composta dalla 1ª, 2ª, 3ª e 5ª Divisione, e da un reggimento di artiglieria. La 4ª Divisione (Linzer) e alcune unità della Divisione Rapida avrebbero contrastato i tedeschi nella zona compresa tra l'Inn, Hausruckviertel, e Flachgau rallentandone l'avanzata, ma andando probabilmente distrutte in larga misura. La 7ª Divisione, in avvicinamento dalla Carinzia e l'8ª Brigata da Salisburgo dovevano bloccare il fiume Salzach, attestandosi a sud nella valle dell'Enns, la 6ª Divisione avrebbe protetto il Tirolo. 
L'intera regione del Vorarlberg sarebbe stata abbandonata, a favore della difesa del passo dell'Arlberg. Il Vorarlberg Jägerbataillon avrebbe dovuto continuare a combattere in Tirolo. 
Nel frattempo la milizia di confine leggermente armata avrebbero dovuto difendere le frontiere, agendo localmente in attività di sabotaggio e tendendo imboscate alle truppe d'invasione. Nell'area di combattimento erano state predisposte fortificazioni, postazioni protette per l'artiglieria, ostacoli anticarro, e campi minati. Era previsto l'impiego di gas iprite al fine di costituire zone di interdizione alla fanteria.
Se la Westarmee non fosse stata in grado di tenere la linea difensiva sul fiume Traun, si sarebbe ritirato dietro l'Enns. Se anche questa linea fosse stata forzata se ne sarebbero costituite altre dietro a vari corsi d'acqua, tra cui l'Ybbs, e infine le truppe avrebbero trovato riparo nella vallate alpine da dove avrebbero lanciato attacchi contro il fianco del nemico. La difesa ad oltranza di Vienna non fu mai presa in considerazione, e si sperava in un aiuto del Regio Esercito italiano al fine di fermare definitivamente il nemico.

### Il previsto aiuto italiano
Nella primavera del 1936 il generale Jansa aveva assistito alla manovre primaverili del Regio Esercito tenutesi in Alto Adige alla presenza del Capo del governo Benito Mussolini. In questa occasione i due si erano incontrati e il generale Jansa aveva chiesto al Duce aiuto per il riarmo dell'esercito austriaco in funzione antitedesca, in particolare la fornitura di proiettili d'artiglieria del calibro in uso, che scarseggiavano, mentre l'esercito italiano, che aveva ricevuto un notevole numero di questi cannoni dopo la fine della prima guerra mondiale, ne faceva scarso uso. Mussolini acconsentì in via di massima, e invitò Jansa a fargli visita a Roma, cosa che il capo di stato maggiore austriaco interpretò come un impegno italiano a fornire aiuto militare. Dopo l'Anschluss il generale Jansa non fu particolarmente perseguitato dai nazisti, anche se fu costretto ad andare al confino ad Erfurt dove, dopo che gli era stata tagliata la pensione, iniziò a lavorare come agente assicurativo. Di questa cosa Jansa ringraziò sempre Mussolini per essere intervenuto in suo favore presso Hitler.

### Annotazioni
1. ↑  L'esercito era suddiviso tra  Vienna (9.000 uomini), Lower (6.500 uomini), Upper (4.000), Stiria (4.000), Tirolo (1.700), Carinzia (1.700), Burgenland 1500, Salzburg (1.000), Vorarlberg (600).
2. ↑  Mentre si trovava in Germania aveva acquistato e letto il libro di Hitler Mein Kampf, e ne era rimasto inorridito per l'odio dimostrato verso la famiglia imperiale austriaca, e per la scarsa stima che egli aveva del governo di Vienna e del popolo austriaco. Dopo questa lettura divenne un fervente antinazista.
3. ↑  Armate con un cannone da 20 mm e due o tre mitragliatrici, raggiungevano una velocità massima di 70 km/h. Ne erano disponibili 12 presso la Divisione rapida e altre 14 suddivise tra la polizia e la gendarmeria.
4. ↑  Vennero acquistati anche pezzi d'artiglieria controaerea.
5. ↑  Dove DR stava per "Deutsches Reich".
6. ↑  Secondo la pianificazione se questo reparto, per varie ragioni, non si fosse ricongiunto con il resto dell'esercito si sarebbe diretto in Svizzera, facendosi internare.

### Fonti
1. 1 2 3 4 5 6 7 8 9 10 11 12 13 14 15 16 17 18 19 20  Die Presse.
2. 1 2  Zeinar 2006, p. 668.
3. ↑  Deak 1990, p. 210.
4. 1 2 3 4   Alfred Jansa: Aus meinem Leben, niedergeschrieben bis 1954 und 1962, Kapitel X, su diemorgengab.at. URL consultato il 20 agosto 2018 (archiviato dall'url originale il 21 luglio 2018).

### Video
- Austrian Army Manoeuvres (1935), su youtube.com.
- Austrian Tanks At Manoeuvres (1937), su youtube.com.